# Berlandiella insignis
Berlandiella insignis är en spindelart som beskrevs av Cândido Firmino de Mello-Leitão 1929. 
Berlandiella insignis ingår i släktet Berlandiella och familjen snabblöparspindlar. Inga underarter finns listade.